# Shane Dobbin
Shane Dobbin (* 22. Januar 1980 in Palmerston North) ist ein ehemaliger neuseeländischer Inline-Speedskater und Eisschnellläufer.

## Werdegang
Dobbin begann seine Karriere als Inline-Speedskater und gewann bei Weltmeisterschaften fünf Bronzemedaillen und jeweils vier Silber- und Goldmedaillen. Zudem holte er bei den World Games 2001 in Akita die Silbermedaille über 10000 m und bei den World Games 2005 in Duisburg die Silbermedaille über 5000 m. Seine beste Gesamtplatzierung im World-Inline-Cup war im Jahr 2005 der vierte Platz.
Ab der Saison 2008/09 startete er im Eisschnelllauf und nahm im Februar 2009 in Heerenveen erstmals am Eisschnelllauf-Weltcup teil, wobei er in der B-Gruppe den 17. Platz über 1500 m und den siebten Platz über 10000 m errang. Bei den Einzelstreckenweltmeisterschaften 2009 in Richmond kam er auf den 14. Platz über 10000 m. In der Saison 2009/10 belegte er bei den Olympischen Winterspielen 2010 in Vancouver den 17. Platz über 5000 m und bei der Mehrkampfweltmeisterschaft 2010 in Heerenveen den 12. Platz. In der folgenden Saison wurde er bei der Mehrkampfweltmeisterschaft 2011 in Calgary Neunter und lief bei den Einzelstreckenweltmeisterschaften 2011 in Inzell auf den 22. Platz über 1500 m, auf den achten Rang über 5000 m sowie auf den fünften Platz über 10000 m. In den folgenden Jahren belegte er bei den Einzelstreckenweltmeisterschaften 2012 in Heerenveen den 11. Platz über 5000 m sowie den achten Rang über 10000 m, bei den Einzelstreckenweltmeisterschaften 2013 in Sotschi den zehnten Platz über 5000 m sowie den sechsten Rang über 10000 m und bei den Olympischen Winterspielen 2014 in Sotschi den 14. Platz über 5000 m sowie den siebten Rang über 10000 m. In der Saison 2016/17 erreichte er in Nagano mit dem dritten Platz in der Teamverfolgung seine erste Podestplatzierung im Weltcup und holte beim Saisonhöhepunkt, den Einzelstreckenweltmeisterschaften 2017 in Gangneung die Silbermedaille in der Teamverfolgung. In seiner letzten aktiven Saison 2017/18 kam er in Heerenveen sowie in Salt Lake City erneut mit dem dritten Platz in der Teamverfolgung im Weltcup aufs Podest. Bei den Olympischen Winterspielen 2018 in Pyeongchang wurde er Vierter in der Teamverfolgung.

## Erfolge

### Olympische Spiele
- 2010 Vancouver: 17. Platz 5000 m
- 2014 Sotschi: 7. Platz 10000 m, 14. Platz 5000 m
- 2018 Pyeongchang: 4. Platz Teamverfolgung

### Einzelstrecken-Weltmeisterschaften
- 2009 Richmond: 14. Platz 10000 m
- 2011 Inzell: 5. Platz 10000 m, 8. Platz 5000 m, 22. Platz 1500 m
- 2012 Heerenveen: 8. Platz 10000 m, 11. Platz 5000 m
- 2013 Sotschi: 6. Platz 10000 m, 10. Platz 5000 m
- 2017 Gangneung: 2. Platz Teamverfolgung

### Mehrkampf-Weltmeisterschaften
- 2010 Heerenveen: 12. Platz Mehrkampf
- 2011 Calgary: 9. Platz Mehrkampf

### Inline-Speedskating-Weltmeisterschaften
- 1999 Santiago de Chile: 3. Platz 15000 m
- 2000 Barrancabermeja: 1. Platz Langstrecke
- 2001 Valence d’Agen: 2. Platz 10000 m
- 2002 Ostende: 2. Platz 20000 m, 3. Platz 15000 m
- 2003 Barquisimeto: 3. Platz 10000 m
- 2004 L’Aquila, Sulmona und Pescara: 1. Platz 5000 m
- 2005 Suzhou: 2. Platz Staffel (Straße), 3. Platz Staffel (Bahn)
- 2006 Anyang: 1. Platz Staffel (Straße), 2. Platz Staffel (Bahn)
- 2007 Cali: 3. Platz 1000 m
- 2008 Gijón: 1. Platz Langstrecke

### World Games
- 2001 Akita: 2. Platz 10000 m
- 2005 Duisburg: 2. Platz 5000 m

## Persönliche Bestzeiten im Eisschnelllauf
| Disziplin | Zeit         | Datum             | Ort            |
| --------- | ------------ | ----------------- | -------------- |
| 500 m     | 37,31 s      | 27. Dezember 2010 | Salt Lake City |
| 1000 m    | 1:11,81 min  | 5. November 2011  | Salt Lake City |
| 1500 m    | 1:46,19 min  | 18. Februar 2011  | Salt Lake City |
| 3000 m    | 3:46,81 min  | 13. Oktober 2012  | Salt Lake City |
| 5000 m    | 6:15,69 min  | 12. Februar 2011  | Calgary        |
| 10000 m   | 13:04,36 min | 19. Februar 2011  | Salt Lake City |